# Buket Drien
Buket Drien is een bestuurslaag in het regentschap Aceh Timur van de provincie Atjeh, Indonesië. Buket Drien telt 214 inwoners (volkstelling 2010).